# 温迪罕蒲里特
温迪罕蒲里特，金朝将领，女真族，姓温迪罕，隆州（治今吉林农安县）移离闵河胡勒出寨人。
蒲里特魁梧有谋略，以智勇闻名。都统完颜杲攻取辽朝中京（今内蒙古宁城县西大明城），蒲里特权领猛安（千户长），领兵五千参战，在衮古里道、腊门华道击败辽兵万人。跟随阿骨打攻燕京（今北京），至居庸关，整队先登，亲执敌帅。金熙宗皇统元年（1141年），跟随梁王完颜宗弼攻南宋，留军唐州（治今河南唐河县），宋军忽至，亲率猛安，身先士卒，以少胜众，击散宋军。率三千军分队攻邳州，在南京路击败宋军。皇统二年（1142年），升任定远大将军，同知凤翔尹。皇统六年（1146年），历任京兆尹、宁州刺史、西北路招讨都监、永定军节度使。正隆六年（1161年），完颜亮南征，改武卫军都总管。金世宗大定三年（1163年），授开远军节度使，改泰宁军节度使。病卒。